# Gaimardia adamsiorum
Gaimardia adamsiorum is een tweekleppigensoort uit de familie van de Cyamiidae. De wetenschappelijke naam van de soort is voor het eerst geldig gepubliceerd in 1984 door Osorio & Arnaud.